# Anaxeton brevipes
Anaxeton brevipes là một loài thực vật có hoa trong họ Cúc. Loài này được Lundgren mô tả khoa học đầu tiên năm 1972.